# Flughafen Trenton–Mercer

i8
i11
i13
Der Trenton–Mercer Airport (IATA-Code: TTN, ICAO-Code: KTTN) ist ein öffentlicher Flughafen, 6 km nordwestlich von Trenton im Mercer County, New Jersey in den Vereinigten Staaten.

## Flughafendaten
Er hat zwei Asphaltpisten, eine mit 1831 m Länge und 46 m Breite und eine mit 1463 m Länge und 46 m Breite sowie drei asphaltierte Hubschrauberlandeplätze mit jeweils 64 m × 20 m Fläche. Die Fläche des Flughafens beträgt 544 ha. Die Seehöhe beträgt 65 m.

## Geschichte
Der Flughafen wurde 1911 als Mercer County Airport gegründet und ist damit einer der ältesten kontinuierlich betriebenen Flughäfen in den Vereinigten Staaten. Im Jahr 1929 wurde er in Trenton-Robbinsville Airport umbenannt. Das United States Army Air Corps übernahm 1941 und während des Zweiten Weltkriegs den Flughafen für die militärische Ausbildung genutzt. Im Jahr 1946 wurde der Flughafen wieder unter zivile Kontrolle gestellt und in Trenton-Mercer Airport umbenannt.
Allegheny Airlines McDonnell Douglas DC-9-30, die 1977 nonstop zum Chicago O’Hare International Airport flogen, waren wahrscheinlich Trentons erste Jetflüge. Laut dem Official Airline Guide (OAG) war Allegheny Commuter 1976 die einzige Fluggesellschaft, die Trenton bediente. Sie betrieb kleine Nord 262-Turboprops mit Nonstop-Flügen vom Newark Airport und Philadelphia sowie direkten One-Stop-Flügen vom Washington National Airport, wobei alle Flüge von Allegheny auf Code-Sharing-Basis im Auftrag durchgeführt wurden.
Von 1984 bis 1986 bot United Airlines mit Boeing 727-200 und Boeing 737-200 Direktflüge vom Flughafen Chicago O’Hare nach Trenton an.
Laut dem Official Airline Guide (OAG) war USAir Express Ende 1989 die einzige Fluggesellschaft, die Trenton bediente und über eine Code-Sharing-Vereinbarung mit USAir Nonstop-Flüge mit kleinen Zubringerflugzeugen des Typs British Aerospace BAe Jetstream 31 von Baltimore und Washington Reagan National Airport aus durchführte.
Mitte bis Ende der 1990er Jahre betrieb Eastwind Airlines ein Drehkreuz von Trenton nach Florida und North Carolina sowie Flughäfen in Massachusetts, New York und Pennsylvania. Für kurze Zeit flog die Fluggesellschaft auch von Philadelphia aus. Dies war einer der wenigen Fälle, in denen Trenton-Mercer von seinen kurzen Start- und Landebahnen Linienflüge mit Boeing 737-200 und Boeing 737-700 sah, obwohl auch andere Fluggesellschaften Jetflüge anboten. Von 1998 bis 2003 betrieb Shuttle America einen Liniendienst für Geschäftspendler zu Flughäfen in Connecticut, Massachusetts, New York, Delaware und North Carolina. Die Fluggesellschaft flog mit 50 Sitzplätzen de Havilland Canada Dash 8-311.
In den Jahren 2006 und 2007 flog Comair als Delta Connection mit Bombardier CRJ-200 von Trenton nach Atlanta und Boston. Nach einigen Monaten übernahm Big Sky Airlines den Boston-Dienst mit Beechcraft 1900. Der Dienst endete Anfang Januar 2008.
Von Mai 2000 bis Februar 2008 betrieb Boston-Maine Airways als Pan-Am-Clipper zwischen dem Flughafen Trenton-Mercer und dem Hanscom Field in Bedford, Massachusetts. Der Flug wurde abgebrochen, als Boston-Maine Airways am 28. Februar 2008 den Betrieb einstellte.
Am 4. April 2011 nahm Streamline Airlines die ehemalige Pan-Am Clipper Connection-Route zwischen Bedford–Hanscom und Trenton mit einer Embraer EMB-120 Brasilia wieder auf. Die Fluggesellschaft machte ständig Verluste und musste am 14. September 2012 den Betrieb einstellen, da das Wirtschaftsklima schlecht war und der Betrieb unrentabel war.
Am 29. April 2018 stellte Allegiant Air den seit 2016 betriebenen reinen Jet-Service vom und zum Flughafen Trenton-Mercer ein, und Frontier Airlines blieb der einzige kommerzielle Mieter (mit Routen nach Orlando, Florida, Atlanta, Georgia; Tampa, Florida; Ft. Lauderdale, Florida; West Palm Beach, Florida; Charlotte, North Carolina; Raleigh-Durham, North Carolina; und Fort Myers, Floria). Im Jahr 2019 startete Frontier eine Route zum Sarasota–Bradenton International Airport in Florida.

## Flugbetrieb
Im Jahre 2022 wurden 328.511 Passagiere befördert. Im Jahr 2021 fanden 104.911 Flugbewegungen statt, davon 37.720 lokale Bewegungen, 57.319 Zwischenlandungen, 5.122 Air-Taxi-Flüge, 4.364 Frachtflüge und 386 militärische Flüge statt. In diesem Jahr waren hier 82 einmotorige und 22 zweimotorige Flugzeuge sowie 28 Jetflugzeuge und 17 Hubschrauber stationiert.